# Nagyhódos
Nagyhódos es un pueblo ubicado en el distrito de Fehérgyarmat, en el condado de Szabolcs-Szatmár-Bereg, Hungría.

## Superficie
Posee una superficie de 7,660 kilómetros cuadrados.

## Demografía
Hasta 2019 la población era de 125 habitantes, con una densidad de población de 16,32 habitantes por kilómetro cuadrado.